# ウィスキー (映画)
『ウィスキー』（Whisky）は、2004年のウルグアイ・アルゼンチン・ドイツ・スペインのコメディ映画。「ウィスキー」は、日本においてカメラで写真を撮影するときに被写体の人の笑顔を撮るため「チーズ」といわせるところ、南米では「ウィスキー」というところから由来する。

## あらすじ
ウルグアイの靴下工場の経営者であるハコボのもとには、マルタという女性が長年彼の助手として働いていたが、二人は必要最低限の会話しかしなかった。
ある日、ハコボの弟エルマンがハコボのもとに滞在することが決まり、困ったハコボは彼女に妻の振りをしてくれないかと頼んだ。
マルタは同意し、期間限定の奇妙な共同生活が始まった。

## キャスト
※括弧内は日本語吹替
- ハコボ・コレル - アンドレス・パソス（有川博）
- マルタ・アクーニャ - ミレージャ・パスクアル（土井美加）
- エルマン・コレル - ホルヘ・ボラーニ（樋浦勉）
- マルティン - ダニエル・エンドレール
- グラシエラ - アナ・カッツ
- カルロス - アルフォンソ・トール

## 受賞
2004年のカンヌ国際映画祭ではオリジナル視点賞、国際批評家連盟賞を受賞
。東京国際映画祭ではグランプリを受賞。